# 纳吉·米克洛什
纳吉·米克洛什（匈牙利語：Nagy Miklós，1918年—？），罗马尼亚男子足球运动员，司职前锋。他曾代表罗马尼亚国家队参加1938年国际足联世界杯，结果队伍止步十六强。